# Янка (місто)
Янка (рум. Ianca) — місто у повіті Бреїла в Румунії. Адміністративно місту підпорядковані такі села (дані про населення за 2002 рік):
- Берлешть (389 осіб)
- Гара-Янка (55 осіб)
- Опрішенешть (913 осіб)
- Перішору (1132 особи)
- Плопу (1520 осіб)
- Тирлеле-Філіу (705 осіб)

Місто розташоване на відстані 133 км на північний схід від Бухареста, 40 км на захід від Бреїли, 141 км на північний захід від Констанци, 54 км на південний захід від Галаца.

## Населення
За даними перепису населення 2002 року у місті проживали 11 383 особи.
Національний склад населення міста:
| Національність | Кількість осіб | Відсоток |
| -------------- | -------------- | -------- |
| румуни         | 11262          | 98,9%    |
| цигани         | 116            | 1,0%     |
| угорці         | 2              | < 0,1%   |
| татари         | 1              | < 0,1%   |
| греки          | 1              | < 0,1%   |

Рідною мовою назвали:
| Мова      | Кількість осіб | Відсоток |
| --------- | -------------- | -------- |
| румунська | 11379          | > 99,9%  |
| циганська | 1              | < 0,1%   |
| татарська | 1              | < 0,1%   |
| грецька   | 1              | < 0,1%   |

Склад населення міста за віросповіданням:
| Релігія        | Кількість осіб | Відсоток |
| -------------- | -------------- | -------- |
| православні    | 11303          | 99,3%    |
| адвентисти     | 40             | 0,4%     |
| баптисти       | 13             | 0,1%     |
| п'ятдесятники  | 8              | 0,1%     |
| мусульмани     | 2              | < 0,1%   |
| римо-католики  | 1              | < 0,1%   |
| греко-католики | 1              | < 0,1%   |
| бретрени       | 1              | < 0,1%   |
| старообрядці   | 1              | < 0,1%   |

## Зовнішні посилання
- Дані про місто Янка на сайті Ghidul Primăriilor [Архівовано 29 червня 2008 у Wayback Machine.]